# 이호역
이호역(일본어: 伊保駅, いほえき)은 일본 효고현 다카사고시에 있는 산요 전기철도 본선의 역이다. 역 번호는 SY 33이다.

## 역사
- 1923년 8월 19일: 고베히메지 전기철도의 개통과 동시에 설치.
- 1927년 4월 1일: 우지가와 전기에 의한 합병으로 본 회사의 역이 됨.
- 1933년 6월 6일: 우지가와 전기 철도 부문이 분리되어 산요 전기철도의 역이 됨.
- 1968년 12월: 승강장이 연장됨.
- 2013년 2월 12일 ~ 13일: 아라이 역 히메지 방향의 신코마에 건널목에서 한신 우메다 행 직통 특급이 트럭과 접촉하는 사고가 발생하여 다카사고 ~ 오시오 역간 운행이 중단되었고, 본 역의 영업을 일시 정지하였음.

## 역 구조
상대식 승강장 2면 2선의 지상역이다. 역사(개찰구)는 히메지 방면 승강장의 히메지 방향에 있고, 반대쪽의 고베 방면 승강장은 구내 건널목에서 연결된다. 개찰 창구는 기본적으로 무인화되어 있다.

### 승강장
| 역사쪽 | ■ 본선(하행) | 시카마・히메지・아보시 방면   |
| 반대쪽 | ■ 본선(상행) | 아카시・산노미야・오사카 방면 |

## 역 주변
- 다카사고 시청
- 다카사고 시 종합 운동 공원
  - 다카사고 시영 야구장
  - 다카사고 시 교통국 육상 경기장
- 오시코 신사
- 이호 중앙 공민관
- 다카사고 우체국
- 다카사고 시립 이호 초등학교
- 다카사고 시립 우메이 보육원
- 홋케산타니 강
- 깃코만 다카사고 공장
- 노자와 다카사고 공장
- 록 타운 다카사고

## 인접역
| 산요 전기철도 ■ 본선               | 산요 전기철도 ■ 본선 | 산요 전기철도 ■ 본선           |
| ---------------------------------- | -------------------- | ------------------------------ |
| SY 32 아라이 우메다・니시다이 방면 | ■ S특급 ■ 보통       | 산요소네 SY 34 산요히메지 방면 |